# Phylidorea mundella
Phylidorea mundella är en tvåvingeart som först beskrevs av Alexander 1931.  Phylidorea mundella ingår i släktet Phylidorea och familjen småharkrankar. Inga underarter finns listade i Catalogue of Life.